# 森田萬右衛門
森田 萬右衛門（もりた まんえもん/まんねもん、嘉永5年4月11日（1852年5月29日） - 昭和9年（1934年）4月2日）は、尾張国知多郡富貴村（現・愛知県武豊町）出身の篤農家。地元では親しみを込めて「マンネンさ」と呼ばれる。

## 生涯

### 青年期
嘉永5年（1852年）4月11日、尾張国知多郡富貴村（現・愛知県武豊町）の百姓である森田浦蔵の長男として生まれた。幼名は亀太郎。富貴村の円観寺にある寺子屋である弘文学校で学び、二宮尊徳の報徳思想に感銘を受けた。若い頃は若連中の代表として村人を先導した。

### 戸長として
明治11年（1878年）に富貴村・東大高村・市原村の3村が合併して三芳村となると、明治12年（1879年）には26歳にして三芳村の戸長（現在でいう村長）に任命された。戸長時代には教育の普及と農業の発展に貢献した。優秀な若者を選抜して村費で師範学校に通わせ、卒業後には三芳村の小学校に雇用するという画期的な制度を導入。また、ため池の造成、山野の開墾、他村に先駆けた桑園の開発（養蚕）など、農業生産の向上に尽力した。明治15年（1882年）には学務員となり。富貴村立小学校の校舎の改築に尽力した。
明治21年（1888年）には富貴村東部の知多湾岸の干拓事業を完成させており、この土地は森田を称えてモリマン新田（森万新田）と名付けられた。明治26年（1893年）には賭博禁止令を制定、その他には飲酒や夜這いも禁止して富貴村の風紀を改善している。
森田は富貴村のみならず、知多郡の他地域でも農業の改良に尽力した。害虫の駆除、共同苗代の実行、養蚕組合の設立、蚕種の製造、産米の改良などである。大正10年（1921年）には愛知県の内外からの賛同を得て、富貴村の中心部に森田翁頌徳記念図書館が設立された。森田の古希（70歳）を記念したこの事業には当時としては巨額の17000円が投じられている。昭和7年（1932年）に新宿御苑で開かれた観菊会では昭和天皇に拝謁した。森田は昭和9年（1934年）4月2日に不帰の人となり、4月5日には富貴小学校で村葬が行われた。森田家の菩提寺は教福寺であり、教福寺には森田の書による額が飾られている。

### 死後
生前に森田が説いていた木曽川から知多半島への用水の必要性は、知多市の久野庄太郎らに引き継がれ、昭和36年（1961年）には愛知用水として結実した。武豊町役場富貴支所前には森田萬右衛門の銅像が勃っている。武豊町歴史民俗資料館には森田の業績をまとめたモリマンコーナーが設置されている。